# سيرك كاراكوري
سيرك كاراكوري (باليابانية: からくりサーカス) هي سلسلة مانغا يابانية من تأليف ورسم كازوهيرو فوجيتا. نشرت المانغا في مجلة شونن سندي الأسبوعية من عام 1997 حتى عام 2006 ونشر للمانغا 43 مجلد وتخطت أرباحها 15 مليون نسخة مطبوعة مباعة. اقتبست المانغا إلى مسلسل أنمي من 36 حلقة، من من إنتاج إستديو فولن عرض عام 2018.

## القصة
تدور القصة حول “ماسارو سايغا”، صبي في الصف الخامس يطمح أن يصبح محرك للدمى. بعد وفاة “سادايوشي سايغا” الرئيس التنفيذي لشركة صناعة الهواتف العملاقة سايغا ووالد “ماسارو”، ورث “ماسارو” 18 مليار ين ياباني. فأصبح مستهدفًا بسبب ثروته، وتم إنقاذه من قبل شخصين.

## الشخصيات
- ماسارو سايغا

- مؤدية الصوت : تشيهيرو أويدا

صبي في الصف الخامس يطمح أن يصبح محرك للدمى. بعد وفاة الرئيس التنفيذي لشركة صناعة الهواتف العملاقة سايغا ووالد، ورث ماسارو 18 مليار ين. فأصبح مستهدفًا بسبب ثروته.
- نارومي كاتو

- مؤدي الصوت : ريكيا كوياما

رجل متقن لفنون الكونغ فو ومصاب بمرض غريب يدعى “متلازمة زونافا”، وهو مرض نادر يوقف تنفسه إذا لم يضحك الناس. وقد أجبره على التخلي عن تدريبه بالصين والعودة إلى اليابان ليعمل كمهرج، ولكنه يواجه مشكلة كونه غير مضحك. ولكن ماسارو كان أول شخص يضحك على خدعه ولذا فقد تدخل لحمايته.
- شيروغاني

- مؤدية الصوت : ميغومي هاياشيبارا

امرأة غامضة ذات شعر فضي يمكنها التحكم بدمية تدعى “أروروكان” (المهرج) تدعي بأنها قادمة من فرنسا لأجل مهمة حماية ماسارو وقد أوكل لها المهمة جده الراحل.

## روابط خارجية
- سيرك كاراكوري على موقع ANN manga (الإنجليزية)